# Strzebielino Morskie
Strzebielino Morskie – stacja kolejowa w Strzebielinie, w województwie pomorskim, w Polsce. Według klasyfikacji PKP ma kategorię dworca lokalnego. Stacja Strzebielino Morskie jest obsługiwana przez PolRegio oraz trójmiejską SKM.

## Ruch pasażerski
| Rok  | Wymiana pasażerska na dobę |
| ---- | -------------------------- |
| 2017 | 700-999                    |
| 2022 | 50-99                      |